# مجد (بني العوام)

تعديل مصدري - تعديل

مجد هي إحدى قرى عزلة بني القدمي بمديرية بني العوام التابعة لمحافظة حجة، بلغ تعداد سكانها 386 نسمة حسب تعداد اليمن لعام 2004.